# Bizerta (jezioro)
Bizerta (arab. بحيرة بنزرت, fr. Lac de Bizerte) – słonowodny zbiornik wodny, znajdujący się na południe od miasta Bizerta (ok. 60 km na północ od Tunisu).
Powierzchnia jeziora wynosi ok. 11 tys. ha przy średniej głębokości 7 do 12 metrów. Jezioro jest połączone z Morzem Śródziemnym kanałem, liczącym ok. 7 km długości. Ued Tindża łączy jezioro Bizerta z położonym nieco bardziej na zachód jeziorem Aszkal.
Nad brzegami jeziora znajdują się dwa duże porty: jeden w Bizercie (północny wschód, u ujścia kanału, łączącego jezioro z Morzem Śródziemnym), drugi w mieście Manzil Bu Rukajba (południowy zachód), gdzie jest także stocznia z 4 dokami. Jezioro jest wykorzystywane gospodarczo w ograniczonym stopniu. W północno-zachodniej jego części prowadzi się hodowlę ryb (w pływających klatkach), natomiast na północnym wschodzie rozwija się hodowlę skorupiaków (ostryg i małży) o wydajności rocznej do 120 ton.
Brzegi jeziora są względnie gęsto zaludnione i uprzemysłowione. Znajdują się tu miasta Bizerta, Manzil Bu Rukajba, Menzel Abderrahmane i Menzel Jemil, liczące w sumie ok. 200 tys. mieszkańców. Działalność przemysłowa jest reprezentowana m.in. przez przemysł stalowy w Menzel Bourguiba oraz rafinerię ropy naftowej w Bizercie. Istnieje w związku z tym zagrożenie zanieczyszczenia jeziora odpadami przemysłowymi.